# America (gruppo musicale)
Gli America sono un gruppo musicale anglo-statunitense caratterizzato da un rock leggero e vicino al sound della West Coast, popolari agli inizi degli anni settanta e degli anni ottanta. Tra i loro maggiori successi vi sono A Horse with No Name, in prima posizione nella Billboard Hot 100 per tre settimane, Sister Golden Hair del 1975, che arriva prima nella Billboard Hot 100, Survival, You Can Do Magic e Ventura Highway, all'ottavo posto nella Billboard Top 40 Pop Charts per nove settimane.

## Storia
Figli di padri statunitensi, facenti parte di personale militare della United States Air Force di base a West Ruislip, presso Londra, nel Regno Unito, e di madri britanniche, i tre futuri America si incontrarono a Londra a metà degli anni sessanta, dove studiavano alla London Central High School di Bushey e militavano in due diverse band della scuola stessa.
In seguito, i tre decisero di formare un complesso rock dal nome America. Le prime esibizioni del terzetto si svolsero in svariati pub dell'area londinese, con una sortita alla celebre Roundhouse, dove i Pink Floyd avevano tenuto i loro primi concerti.
Il loro primo LP fu registrato ai Trident Studios e ai Morgan Studios di Londra e prodotto da Ian "Sammy" Samwell, noto per i successi che aveva scritto per Cliff Richard, con l'assistenza di Jeff Dexter.
L'album era stato inizialmente pubblicato soltanto in Europa con scarso successo. Samwell aiutò il gruppo ad incidere il brano A Horse with No Name  e convinse la casa discografica Warner Brothers a pubblicare la nuova canzone su un EP, che invece riscosse un buon successo sia negli Stati Uniti sia in Europa.

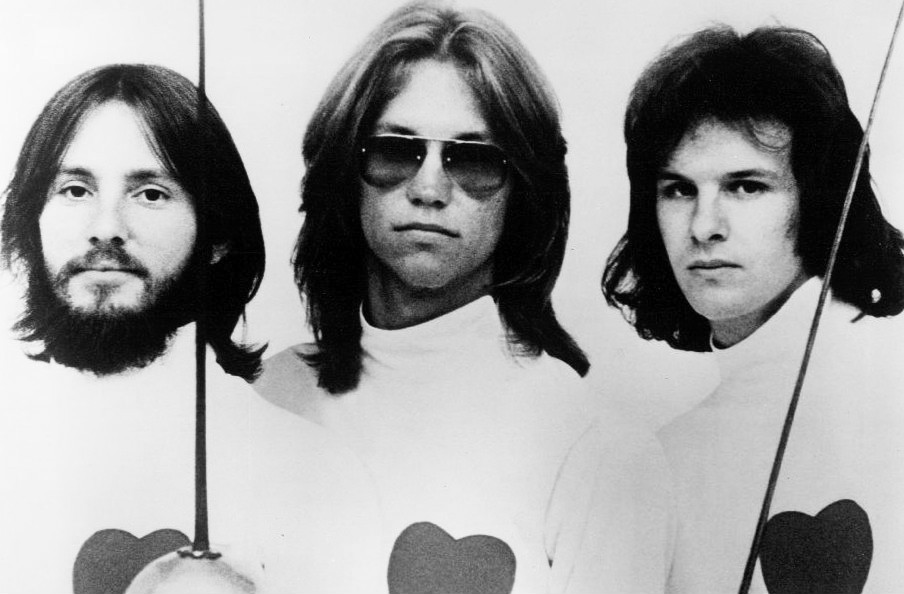
Il trio nel 1975

L'album America fu ripubblicato inserendo anche A Horse with No Name e rapidamente ottenne il disco di platino insieme agli altri pezzi di successo I Need You, Sandman e Riverside. Il loro secondo album, chiamato Homecoming, vide il gruppo fare ritorno negli Stati Uniti per le registrazioni. La canzone più famosa era Ventura Highway.
Il quarto album del gruppo, Holiday, fu realizzato con George Martin, che era stato in precedenza produttore per i Beatles e che lavorò con gli America fino al 1979. L'album successivo, Hearts, conteneva Sister Golden Hair e Daisy Jane.
Dan Peek lasciò il gruppo dopo l'incisione di Harbor nel 1977. Nel 1979, all'apice della loro carriera, si esibirono al Central Park di New York,  in un'esibizione sponsorizzata dalla bevanda Dr Pepper, facendo registrare il tutto esaurito. Per l'occasione fu girato un documentario.
Il duo restante produsse molti altri album e un successo radiofonico, You Can Do Magic, che raggiunse l'ottava posizione nella classifica pop statunitense nel 1982. L'ultimo successo nella top-40 hit è stato The Border, che ha raggiunto la 33ª posizione l'anno successivo.
Gli America hanno proseguito con un costante lavoro dal vivo e sporadiche incisioni dopo il loro distacco dalla casa discografica Capitol Records a metà degli anni ottanta. Nel 1990, quando la manifestazione ancora prevedeva la doppia interpretazione dei pezzi in gara in italiano e in versione internazionale, hanno partecipato al Festival di Sanremo proponendo la canzone Last Two to Dance, versione inglese della canzone di Sandro Giacobbe Io vorrei.
Beckley ha pubblicato nel 1999 da solista l'album Van Go Gan. Sempre nel 1999 si sono esibiti nel concerto Live In Ohne Filter 1999.
Dopo aver abbandonato gli America, Dan Peek si è convertito al cristianesimo e ha pubblicato alcuni album di successo su pezzi di musica religiosa contemporanea. La sua autobiografia An American Band racconta il periodo di maggior successo degli America e sul suo cammino spirituale. Dan Peek è morto nel sonno nella sua casa in Missouri, nel luglio del 2011, all'età di sessant'anni.
Con la pubblicazione del sedicesimo album in studio Here and Now del 2007, la band allega un disco di loro successi registrati dal vivo, in modo da far conoscere il loro sound ad un pubblico giovane e per catturare l'energia delle canzoni prodotte sul palco. Nel 2008 viene pubblicato un live del concerto di Wildwood Springs, tenuto nel 2007 nello stato del Missouri. Nel 2011 il duo torna in studio e viene pubblicato Back Pages, contenente dodici cover di canzoni che hanno influenzato il gruppo, da Dylan agli Zombies.
Nel 2019, in occasione del cinquantesimo anniversario dalla fondazione della band, tornano ad effettuare un tour mondiale e pubblicano la raccolta America 50Th Anniversary: The Collection.

## Formazione
- Gerry Beckley - tastiera, pianoforte, chitarra, voce (dal 1971)
- Dewey Bunnell - basso, chitarra, voce (dal 1971)
- Dan Peek - chitarra, voce (1971-1977)   (Deceduto nel 2011)

## Discografia

### Album in studio
- 1971 - America
- 1972 - Homecoming
- 1973 - Hat Trick
- 1974 - Holiday
- 1975 - Hearts
- 1976 - Hideaway
- 1977 - Harbor
- 1979 - Silent Letter
- 1980 - Alibi
- 1982 - View from the Ground
- 1983 - Your Move
- 1984 - Perspective
- 1994 - Hourglass
- 1998 - Human Nature
- 2002 - Holiday Harmony (album natalizio)
- 2007 - Here & Now
- 2011 - Back Pages
- 2015 - Lost & Found

### Album dal vivo
- 1977 - America Live
- 1985 - In Concert
- 1995 - In Concert (King Biscuits)
- 1995 - Horse with No Name
- 2002 - The Grand Cayman Concert
- 2004 - Struttin' Our Stuff
- 2004 - Live at the Sydney Opera House
- 2008 - Live in Concert: Wildwood Springs
- 2019 - Live at London Palladium
- 2024 - America: Live From The Hollywood Bowl 1975

### Colonne sonore
- 1982 - L'ultimo unicorno (colonna sonora)

### Raccolte
- 1975 - History: America's Greatest Hits
- 1991 - Encore: More Greatest Hits
- 1992 - Ventura Highway & Other Favorites
- 1996 - King Biscuit Flower Hour
- 1996 - You Can Do Magic
- 1996 - The Best of America - Centenary Collection
- 2000 - Highway, 30 Years of America (box set)
- 2001 - The Definitive America
- 2002 - Complete Greatest Hits
- 2019 - America 50Th Anniversary: The Collection

### Singoli
- 1972 - A Horse with No Name (B Side: Everyone I Meet Is From California / Sandman)
- 1972 - I Need You (B Side: Riverside)
- 1972 - Ventura Highway (B Side: Saturn Nights)
- 1973 - Don't Cross The River (B Side: To Each His Own)
- 1973 - Only In Your Heart (B Side: Moon Song)
- 1973 - Muskrat Love (B Side: Cornwall Blank)
- 1973 - Rainbow Song
- 1974 - Green Monkey
- 1974 - Tin Man (B Side: In The Country)
- 1974 - Lonely People (B Side: Mad Dog)
- 1975 - Simple Life
- 1975 - Sister Golden Hair
- 1975 - Daisy Jane
- 1975 - Woman Tonight
- 1976 - Today's The Day (B Side: Hideaway, Part II)
- 1976 - Amber Cascades
- 1976 - She's A Liar
- 1976 - Jet Boy Blue
- 1977 - God Of The Sun
- 1977 - Don't Cry Baby
- 1977 - Slow Down
- 1978 - California Dreamin'
- 1979 - Only Game In Town
- 1979 - All My Life
- 1979 - All Around
- 1980 - You Could Have Been The One
- 1980 - Hangover
- 1980 - Survival
- 1982 - You Can Do Magic (B Side: Even the score)
- 1982 - Right Before Your Eyes
- 1982 - Jody
- 1983 - The Border (B Side: Sometimes Lovers)
- 1983 - Cast The Spirit
- 1984 - The Last Unicorn
- 1984 - Special Girl
- 1984 - (Can't Fall Asleep To A) Lullaby
- 1989 - 5th Avenue